# Iosif Ivanovici
Ioan Ivanovici, cunoscut și ca Ion sau Iosif (n. 28 ianuarie 1845, Timișoara, Imperiul Austriac – d. 28 septembrie 1902, București, România) a fost un clarinetist, dirijor și compozitor român de muzici militare și muzică ușoară. Creația lui cuprinde în majoritate dansuri (vals, cadril, polcă) și marșuri. Cea mai cunoscută compoziție a sa este valsul „Valurile Dunării”.

## Activitate
Fiu al lui Axinte și Persida Ivanovici, a fost botezat la vechea biserică greco-ortodoxă Sfântul Ilie din cartierul Fabric. În copilărie, a primit în dar un flaut pe care a învățat să îl mânuiască de unul singur. În 1859 a intrat copil de trupă în fanfara Regimentului 6 Infanterie din Galați. Aici a luat lecții de clarinet sub îndrumarea lui Alois Red. S-a dovedit a fi unul dintre cei mai talentați interpreți din regimentul său și a fost încurajat să studieze muzica la Iași, unde s-a aflat sub îndrumarea pedagogului Emil Lehr. Ulterior, a fost numit dirijor al mai multor formații de muzică militară.
Ivanovici a rămas aproape întreaga viață la Galați, avansând ca ofițer. Interesul pe care îl manifesta pentru muzicile militare a culminat cu numirea lui în 1900 în funcția de inspector general al muzicii militare din România.
Cariera desfășurată de timpuriu în jurul ansamblurilor militare i-a sădit interesul pentru compoziție, genul abordat pendulând între muzica ușoară (dansurile) și scriitura în caracter marțial (piese pentru fanfară, marșuri). Este integrat generației de compozitori de vals vienez, al cărei exponent de prim rang este Johann Strauss-fiul; de altfel, discografia sa îl surprinde în această ipostază cel mai adesea, numele său fiind regăsit pe compilații de gen mai curând decât pe discuri proprii (una dintre puținele astfel de apariții a fost realizată de către Orchestra Filarmonică „Banatul” sub conducerea lui Ion Iancu, editată de către Electrecord și Discovery Records.
Ivanovici s-a stabilit în 1901 la București și a murit aici un an mai târziu.

### Înregistrarea nașterii
La inițiativa Asociației „Salvați Patrimoniul Timișoarei” și cu susținerea Asociației Timișoara 2021 — Capitală Europeană a Culturii (ATCEC 2021), un studiu al registrelor bisericii greco-ortodoxe Sfântul Ilie din cartierul Fabric aflate în Arhivele Naționale Timiș a găsit înregistrarea privind nașterea, respectiv data, prenumele de botez, numele de familie și prenumele părinților. Acest fapt certifică cu exactitate aceste date și stabilește că deși numele are rezonanțe sârbești, el nu a fost botezat la o biserică ortodoxă sârbă, ci la una ortodoxă română. În înregistrarea nașterii nu apare prenumele Iosif, sub care Ivanovici este foarte cunoscut. În acest context, prenumele Iosif trebuie considerat un nume de scenă.

### Cetățean de onoare al Timișoarei
Ioan Ivanovici a fost numit post-mortem Cetățean de Onoare al Timișoarei, iar acest titlu a fost preluat la 27 noiembrie 2019 de strănepotul său, pianistul Andrei Ivanovici.

## Lucrări
A compus peste 350 de piese. Este însă cunoscut pe plan mondial prin valsul „Valurile Dunării”, piesă care s-a bucurat de un succes atât de mare, încât a fost uneori atribuită altor compozitori, între care și Johann Strauss-fiul. A fost interpretată prima dată la Expoziția Universală de la Paris din 1889, în aranjamentul semnat de Emile Waldteufel, unde a câștigat premiul pentru compoziție și a devenit imnul expoziției.
Între compozițiile lui Ivanovici se înscriu nenumărate mazurci, polci, cadriluri, serenade, romanțe, piese în stil popular (de pildă, „Sârba moților”, care a fost creată pentru a pune în lumină originea ardelenească a compozitorului). Piese de Ivanovici precum „Porumbeii albi” sau „Hora micilor dorobanți” fac parte din repertoriul fanfarelor militare și astăzi.